# Castillo de Jarafe
El castillo de Jarafe, cuya torre del homenaje es obra cristiana de principios de siglo XIV, se encuentra situado en la ribera del río Torres, en el suave valle que queda entre la loma del Caballo y Cerro Tosco, a unos cuatro kilómetros al norte del Castillo de Recena, dentro del término municipal de Baeza, provincia de Jaén.

## Descripción
Aunque se conservan escasos vestigios de la construcción, se sabe que el castillo tuvo una torre del homenaje, que en principio parece que fue de planta cuadrada de 11,90 metros de lado, y que posteriormente pasaría a ser de planta pentagonal. En el lado Sur aún se aprecian las correcciones que hicieron los constructores, naciendo el pentágono del achaflanamiento del ángulo Suroeste. 
La torre posee dos accesos, el principal se sitúa a la altura del primer piso, a 2,60 m del nivel del suelo, y el otro en el piso bajo, por el lado Norte, aunque este último tiene trazas de no ser de época. 
El acceso principal es un hueco adintelado de 1,90 m de altura y 85 cm de ancho que en la actualidad se encuentra tapiado. El dintel está ejecutado con una sola piedra aliviada por la descarga de un arco de medio punto de dovelas irregulares que se le superpone. 
La torre es obra sólida de mampostería regular, aunque por el lado Sur muestre modernos refuerzos de hierro. En los sillares del encadenamiento angular se observan dos marcas de cantero. 
Las anchas almenas de la torre se conservan hoy cegadas, sirviendo de apoyo a un tejado a cuatro aguas construido ex novo.

## Historia
En los alrededores del castillo abundan los yacimientos iberorromanos a pie de monte. El lugar de Jarafe fue concedido por  Alfonso XII en 1269 a los treinta y tres caballeros pobladores del Alcázar de Baeza. 
A juicio de Juan Eslava Galán, la torre del homenaje es obra cristiana de principios del siglo XIV, rehecha quizá algo más tarde con nuevo planteamiento, pero utilizando sus propios materiales. Resultan algo enigmáticas las razones del paso de la planta cuadrada a la pentagonal en la misma, aunque puede ser debida a que en el trance de reconstruir la torre, el arquitecto acordase suprimir una esquina exterior en ángulo recto para hacer el edificio menos vulnerable a los efectos de la artillería.
La torre del homenaje se encuentra actualmente convertida en palomar.